# Al Mudhaffar (huyện)
Huyện Al Mudhaffar là một huyện thuộc tỉnh Ta`izz, Yemen. Đến thời điểm năm 2003, huyện này có dân số 146259 người